# Johann I. z Leuchtenberka
Johann I. z Leuchtenberka (německy Johann I. von Leuchtenberg, kolem 1330? – 23. listopadu 1407) byl bavorský lankrabě z rodu Leuchtenberků pocházejícího ze severu Horní Falce.
Narodil se jako syn Ulricha I. z Leuchtenberka († 1334), jednoho z německých rádců Jana Lucemburského a též jeho vyslance na papežském dvoře v Avignonu, a Anny z Nürnbergu. V roce 1352 se oženil s Mecelou z Rožmberka, dcerou Petra I. z Rožmberka a Kateřiny z Vartenberka. V letech 1355–1359 se jim narodily děti Johann II., Sigost a Anna. Po svém otci Johann I. zdědil rozsáhlé panství zasahující i do Čech – v první polovině 14. století se Leuchtenberkové stali dominantními vlastníky na Sokolovsku. Do roku 1362 připadla Johannu I. většina vesnic ve Slavkovském lese až k řece Ohři.
Johann I. byl příznivec císaře Karla IV. a díky tomu v roce 1375 získal dolnobavorské panství Bärnstein, jímž procházela veřejná cesta z Kašperských Hor do Pasova zbudovaná v roce 1356 na císařův příkaz a patřící k systému Zlaté stezky. O rok později byla císařem na města povýšena sídla Grafenau (nejstarší v Bavorském lese) a Hals u Pasova. Opevněné město Grafenau se tak stalo hlavním opěrným bodem střežícím bezpečnost tohoto úseku Zlaté stezky. V roce 1379 se Johann I. stal purkrabím královského hradu Kašperk a soustřeďoval tak ve svých rukách veškerou moc a vliv na kašperskohorské větvi Zlaté stezky. V roce 1397 ještě založil klášter Sankt Oswald k poskytnutí útulku na cestě.
Johann I. v roce 1380 ovdověl. V roce 1381 získal od krále Václava IV. hrad Liebenstein na Chebsku, který držel až do roku 1400, kdy jej prodal chebskému měšťanu Erhardu Rudischovi. Oba Johannovi synové zemřeli dříve než jejich otec, a tak majetek odkázal vnukovi Johannovi III., Sigostovu synu.